# Авіва (стадіон)
«Авіва-Стедіум» — (англ. Aviva Stadium, ірл. Staid Aviva) — регбійний і футбольний стадіон у Дубліні, Ірландія. До реконструкції називався «Ленсдаун Роуд» (англ. Lansdowne Road, ірл. Bóthar Lansdún). Є домашньою ареною збірної Ірландії з регбі, а також іноді є місцем проведення домашніх матчів збірної Ірландії з футболу.

## Історія
Побудований на місці раніше існуючого стадіону «Ленсдаун Роуд», який був побудований в 1872 році та закритий у 2007 році для будівництва нового стадіону.
Відкриття реконструйованого стадіону відбулося 4 серпня 2010 року матчем між збірною, складеної з найкращих футболістів Ірландії, і футбольного клубу «Манчестер Юнайтед». Зустріч завершилася з рахунком 7:1 на користь підопічних сера Алекса Фергюсона.

## Сучасність
18 травня 2011 року тут пройшов фінал Ліги Європи УЄФА.